# Troxochrus laevithorax
Troxochrus laevithorax är en spindelart som beskrevs av Miller 1970. Troxochrus laevithorax ingår i släktet Troxochrus och familjen täckvävarspindlar.
Artens utbredningsområde är Angola. Inga underarter finns listade i Catalogue of Life.